# اس‌تی‌اس-۹۵
اس‌تی‌اس-۹۵ (انگلیسی: STS-95) یکی از ماموریت‌های برنامه شاتل‌های فضایی بود که در تاریخ ۲۹ اکتبر ۱۹۹۸ از پایگاه فضایی کندی به فضا پرتاب شد. این ماموریت توسط شاتل دیسکاوری انجام گرفت و بیست و پنجمین ماموریت انجام گرفته شده توسط این فضاپیما بود.